# 濱田洋平
濱田洋平（日语：／ Hamada Yōhei，5月9日—）是日本的男性聲優。神奈川縣出身。隸屬於ARTSVISION。日本播音演技研究所畢業。

## 人物
爺爺是日本職棒選手濱田義雄。

## 演出作品
※粗體字為主要角色。

### 電視動畫
2014年
- 生存遊戲社（車站站務員）

2015年
- Battle Spirits 烈火魂
- 食戟之靈（男學生A、男學生E、男學生D）
- 機動戰士GUNDAM 鐵血的孤兒（少年兵）
- 名偵探柯南（刑警）

2016年
- 無彩限的幻影世界（學生）
- SUPER LOVERS（男學生）
- 不愉快的妖怪庵（男子A）
- 龍族拼圖X（隊員、研究員[3]、隨從）
- 美男高校地球防衛部LOVE！LOVE！（學生）
- 卡片戰鬥先導者G NEXT（松井、不良B、社員B、肯、參加者C、戰士、觀眾、愛宕領主、學生）
- 少女編號（RyuRyu助理製作人、線上製作人、情侶男）
- 漂流武士（妖精）

2017年
- MARGINAL#4 由KISS開始創造的Big Bang（田徑社員）
- 風夏（觀眾）
- 怪怪守護神（教師、男學生、木匠、大門宏、廣播聲、肌肉男）
- 戰鬥女子學園（狼、伊洛斯）
- Gamers 電玩咖！（男學生）
- 我的女友是個過度認真的處女bitch（男學生）
- 血界戰線 & BEYOND（派對的客人、異界暴徒、保鑣、異界人的不良少年、直昇機飛行員、萊布拉的戰鬥員、阿爾達瑪哈艾爾·吉·吉爾拉西亞·奧爾·扎爾茨麥洛洛斯）
- 泥鯨之子們在沙地上歌唱（男）
- 調教咖啡廳（客）
- 戰刻夜血（士兵）

2018年
- 爆肝工程師的異世界狂想曲（同僚、店主、伍斯、托拉札尤亞·波爾艾南、鼠人族、客、職員）
- 三顆星彩色冒險（警備員）
- 重神機潘多拉（士兵）
- 龍族拼圖（觀眾）
- 音樂少女（工作人員、攝影師、青年、主持人）
- 只要別西卜大小姐喜歡就好（巴汀）
- 爆釣BARHUNTER（鯛野金梅[4]）

2019年
- 盾之勇者成名錄（行商人、村人、村長、士兵、亞人、船員）
- 我們真的學不來！（男學生A）
- 騷亂時節的少女們（編輯、男性編輯、男學生）
- 女高中生的虛度日常（電玩中心的男性1）
- 普通攻擊是全體二連擊，這樣的媽媽你喜歡嗎？（龍套）
- 閃亮模力小天才（背包客J）
- 籃球少年王（學生、隊友）
- 高分少女II（客人D）

2020年
- 成群結伴！西頓學園（園藝社社員、學生會研究班長、學生會執行部員、陸獸♂、氣象預報員♂、驢♂）
- 試證明理科生已墜入情網。（帥哥）
- 戀愛中的小行星（佐藤良紀）
- 繼怪怪守護神（男學生、門下生B、田徑部顧問、三河三雄、玄斧、遊戲語音、三船）
- 輝夜姬想讓人告白？～天才們的戀愛頭腦戰～（男學生）
- 萌可魯玩偶貓（裁判A、裁判）
- 恋与制作人（AD）
- 大貴族（加瀨學[5]）
- 月歌。 THE ANIMATION2（伊車六價、士兵）

2021年
- 演劇偶像（工作人員、觀眾）
- 如果究極進化的完全沉浸RPG比現實還更像垃圾遊戲的話（哥布林）
- 宿命迴響：命運節拍（居民、路人、警備員A、新聞播音員、士兵）
- 狂熱深淵 迷失的孩子（隊員B）
- 卡片戰鬥！！先導者 overDress Season2（男）
- 境界戰機（八咫烏隊員）

2022年
- 平凡職業造就世界最強 2nd season（海人族士兵D）
- 魔法使黎明期（魔法學校的學生、診療所的所長、貴族、指揮官）
- 東京喵喵 NEW♡（客）
- 卡片戰鬥！！先導者 will+Dress（成員）
- 菜鳥鍊金術師開店營業中（基爾）
- 書蟲公主（家臣）

2023年
- 關於我在無意間被隔壁的天使變成廢柴這件事（男學生）
- 不要欺負我，長瀞同學 2nd Attack（士兵A）
- 飆速宅男 LIMIT BREAK（觀眾）
- 機動戰士GUNDAM 水星的魔女（幕僚）
- 闇影詩章 烈焰（孩子的父親）
- 無職轉生II～到了異世界就拿出真本事～（男學生）
- 狩龍人拉格納（街上的人們）
- 聖魔大戰 BIKKURI-MEN（日语：ビックリメン）（員工A）
- 咒術迴戰 懷玉·玉折 / 澀谷事變（改造人、一般人）
- 不死不運（UNION隊員）
- 屍體如山的死亡遊戲（赴火之蟲、男）

2024年
- 我內心的糟糕念頭 第2期（店員、新員工）
- 為了在異世界也能撫摸毛茸茸而努力。（希爾蘭·杜特）
- BUCCHIGIRI?!（SIGUMA SQUAD、男學生）
- 怪異與少女與神隱（編輯）
- 黑執事 寄宿學校篇（學生）
- 關於我轉生變成史萊姆這檔事 第3期（戴伯拉）
- Delico's Nursery（居民、門衛）
- 一兆＄遊戲（就活生、Gopro的黑衣人）
- 亂馬½（第2作）（男子、貴一、同心）
- 平凡職業造就世界最強 season 3（郝裡亞族）
- 2.5次元的誘惑（宅男）

2025年
- 魔神創造傳（村人）
- 炎炎消防隊 參之章（主持人、白衣人、住民）
- Summer Pockets（加納天善[6]）

### OVA
2014年
- 菁英同盟！！（野口秀一朗）

2016年
- 機動戰士GUNDAM THE ORIGIN（學生）
- 無彩限的幻影世界「圓點的奇跡」（學生）[7]

2018年
- 數碼寶貝大冒險tri. 第6章「我們的未來」

### 劇場版動畫
2017年
- 春宵苦短，少女前進吧！（男學生）
- 午睡公主～不為人知的故事～
- RedAsh -GEARWORLD-（迪奈）

2018年
- 哥吉拉 決戰之都（士兵）

### 網路動畫
2016年
- 哨聲響起 重配版（天野聖夜[8]）

2017年
- 拳皇命運（吉斯·霍華德〈少年期〉）

### 遊戲
2014年
- 戰場的婚禮
- Fantasy×Runners2（加爾達劍士伊札克[9]）

2015年
- 創作愛麗絲與王子殿下（風丘翔）
- 皇家同花順英雄（「死神之影」阿雷克西斯）

2016年
- 天空艦隊（肯特[10]）
- .hack//New World（米爾瑪斯[11]）
- Puzzle Wonderland（羅伊斯）

2017年
- 白貓Project（薩利姆·庫帕[12]）

2018年
- Summer Pockets（加納天善[13]）

### 廣播劇CD
- 小書痴的下剋上：為了成為圖書管理員不擇手段！ 廣播劇CD2（歐托[14]）

### 外語配音

#### 電影
- 陰兒房
- 隱形姊妹
- 以你的名字呼喚我（派對男子4[15]）
- 青春海灘2（德文）
- 亂髮日記
- 神駒黑美人（馬特）
- 史前巨鱷3

#### 電視劇
- 格林
- 小潔的保姆日記
- 重返犯罪現場
- 黑手遮天（科拿）

#### 動畫
- 新雷鳥神機隊

### 布袋戲
2018年
- Thunderbolt Fantasy 東離劍遊紀2（守衛）

## 外部連結
- 事務所官方簡歷 （页面存档备份，存于）（日語）
- 濱田洋平的X（前Twitter）（日語）